# Katsue Miwa
Katsue Miwa (三輪勝恵, Miwa Katsue; Osaka, 12 ottobre 1943 – Osaka, 19 giugno 2024) è stata una doppiatrice giapponese, da Osaka con lo studio Aoni Production.
La sua carriera iniziò nel 1960.

## Doppiaggio

### Serie animate
- Hiroshi e Joker in Carletto il principe dei mostri e Hiroshi in Hello Hiroshi and Utako
- Mitsuo Suwa/Superkid in Superkid
- Calimero in Calimero
- Nino Bottini in Cuore
- Mokuba Kaiba in Yu-Gi-Oh! (serie animata 1998)
- Lil in One Piece

### Videgiochi
- Fuchikoma in Ghost in the Shell
- Watson in Battle Fantasia
- Enya in JoJo's Bizarre Adventure: All Star Battle